# کوه ثر بیورن
کوه ثر بیورن (به لاتین: Þorbjörn) یک کوه در ایسلند است که در ایسلند واقع شده‌است. کوه ثر بیورن ۲۴۳ متر بالاتر از سطح دریا واقع شده‌است.